# Conan (jeu vidéo, 2004)
Ne doit pas être confondu avec Conan (jeu vidéo, 2007).
Pour les articles homonymes, voir Conan.
Conan est un jeu vidéo de type action-aventure et hack 'n' slash développé par Cauldron et édité par TDK Mediactive, sorti en 2004 sur Windows, GameCube, PlayStation 2 et Xbox.

## Synopsis
En rentrant de sa précédente aventure, Conan retrouve son village en ruine. Un survivant lui apprend que le village a été attaqué par plusieurs cavaliers masqué en quête d'un mystérieux miroir. Votre but sera de venger votre peuple en retrouvant et en tuant les membres de ce groupe.

## Accueil
- Jeuxvideo.com : 9/20 (PC)[1] - 9/20 (PS2/XB)[2] - 8/20 (GC)[3]